# Utah
L'Utah (/y.ta/ ; en anglais : /ˈju.tɑ/ ou /ˈju.tɔ/ ; en navajo : Áshįįh Biiʼtó Hahoodzo, /ɑ́ʃĩːh piːʔtxó hɑ̀hòːtsò/) est un État de l'Ouest des États-Unis. Sa capitale est Salt Lake City, centre d'une zone urbaine où vivent 88 % des 3 205 958 habitants de l'État. L'Utah est connu pour sa grande diversité géologique, avec des montagnes enneigées, des vallées aux fortes rivières et des déserts arides aux formes géologiques spectaculaires. Un des emblèmes de cet État est ainsi une arche naturelle (Delicate Arch, située dans le parc national des Arches).
L'État est aussi connu pour sa forte communauté mormone, qui en fait un des États américains les plus homogènes religieusement, avec environ 62 % des habitants se déclarant mormons. L'Église de Jésus-Christ des saints des derniers jours influence grandement la culture de l'État et la vie quotidienne. Les pionniers mormons furent parmi les premiers colons à s'installer dans la région en 1847.
L'économie de l'Utah repose sur les technologies de l'information, le transport et les mines. C'est également une destination touristique de premier ordre.

## Origine du nom
Plusieurs interprétations existent quant au nom de cet État. Il serait dérivé de la langue amérindienne ute et signifie « peuple des montagnes », ou proviendrait du mot apache yuttahih, qui signifie « celui qui est plus haut ».

## Histoire
Les Amérindiens sont présents dans la région depuis la préhistoire. Ils ont laissé des pétroglyphes et des pictogrammes, témoins de leur culture passée. Francisco Vásquez de Coronado a sans doute traversé le Sud de l’Utah actuel en 1540, alors qu’il cherchait les légendaires Cités d'or. Un groupe d’Espagnols, conduit par deux prêtres, quitte Santa Fe en 1776 à la recherche d'une route menant à la côte californienne. L’expédition parvient au nord du lac Utah et rencontre les Amérindiens. Puis des trappeurs explorent la région au début du XIXe siècle. La ville de Provo est nommée ainsi en l’honneur d’Étienne Provost qui voyagea dans la région en 1825.
Les premiers colons mormons arrivèrent à Salt Lake City le 24 juillet 1847, alors que l’Utah était encore un territoire mexicain. Après le traité de Guadalupe Hidalgo, l’Utah est cédé aux États-Unis en 1848 (voir : Cession mexicaine). Mais il est l'un des derniers États continentaux à entrer dans l’Union en tant qu’État fédéré (1896). Un des obstacles principaux à cette accession a été l’attachement des mormons du XIXe siècle à la polygamie.

## Géographie
L'Utah est l'un des Four Corners states. Il est bordé par l'Idaho au nord, le Wyoming au nord et à l'est, le Colorado à l'est, le Nouveau-Mexique en un seul point au sud-est (au Four Corners Monument), par l'Arizona au sud et le Nevada à l'ouest. Il couvre une superficie de 219 887 km2. L'Utah est l'un des trois seuls États américains (avec le Colorado et le Wyoming) à n'avoir que des lignes de latitude et de longitudes comme frontières.
L'Utah est globalement rocheux avec trois régions géologiques distinctes : les montagnes Rocheuses, le Grand Bassin et le plateau du Colorado. L'Utah est connu pour sa diversité naturelle et abrite des formations géologiques très diverses, des déserts arides avec des dunes de sable aux prospères forêts de pin dans des vallées de montagne.

L’Utah est caractérisé par une grande diversité géologique : au centre se trouve la chaîne Wasatch, qui s'élève à environ 3 650 m d'altitude. Certaines parties de ces montagnes reçoivent plus de 12 m de neige par an en faisant un lieu renommé pour la pratique du ski avec sa poudreuse et sa lumière. Au nord-est les monts Uinta (d’orientation est-ouest) comprennent le plus haut sommet de l’État (pic Kings, 4 123 m). À l’ouest des montagnes Wasatch, se trouve le Grand Lac Salé qui appartient au Grand Bassin (Great Basin). Les paysages du sud de l’Utah se caractérisent par des formes érodées par le Colorado et ses affluents. L’ouest est principalement aride ; le nord-est est plutôt montagneux avec de grandes forêts.

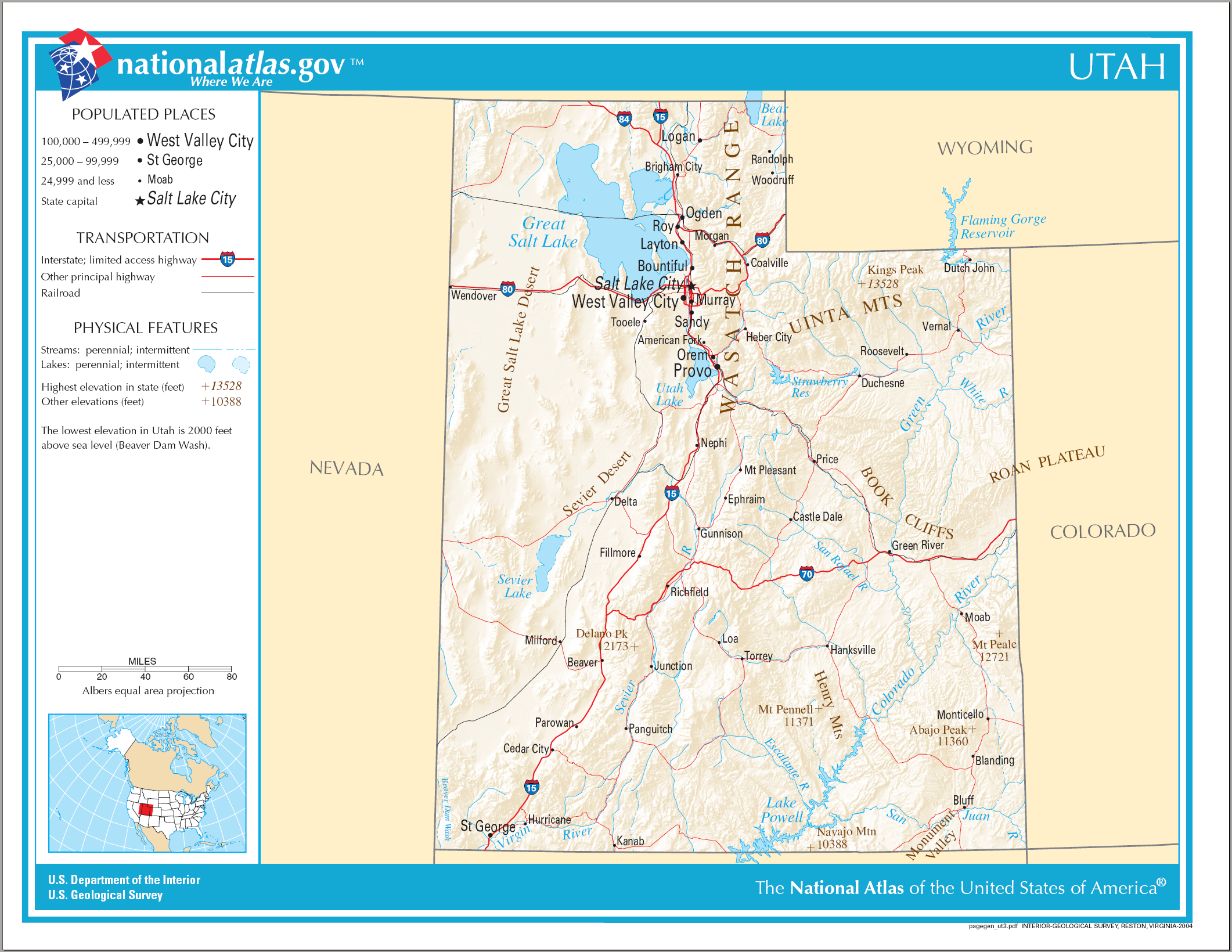
Carte de l'Utah.
Carte régionale de l'Utah.
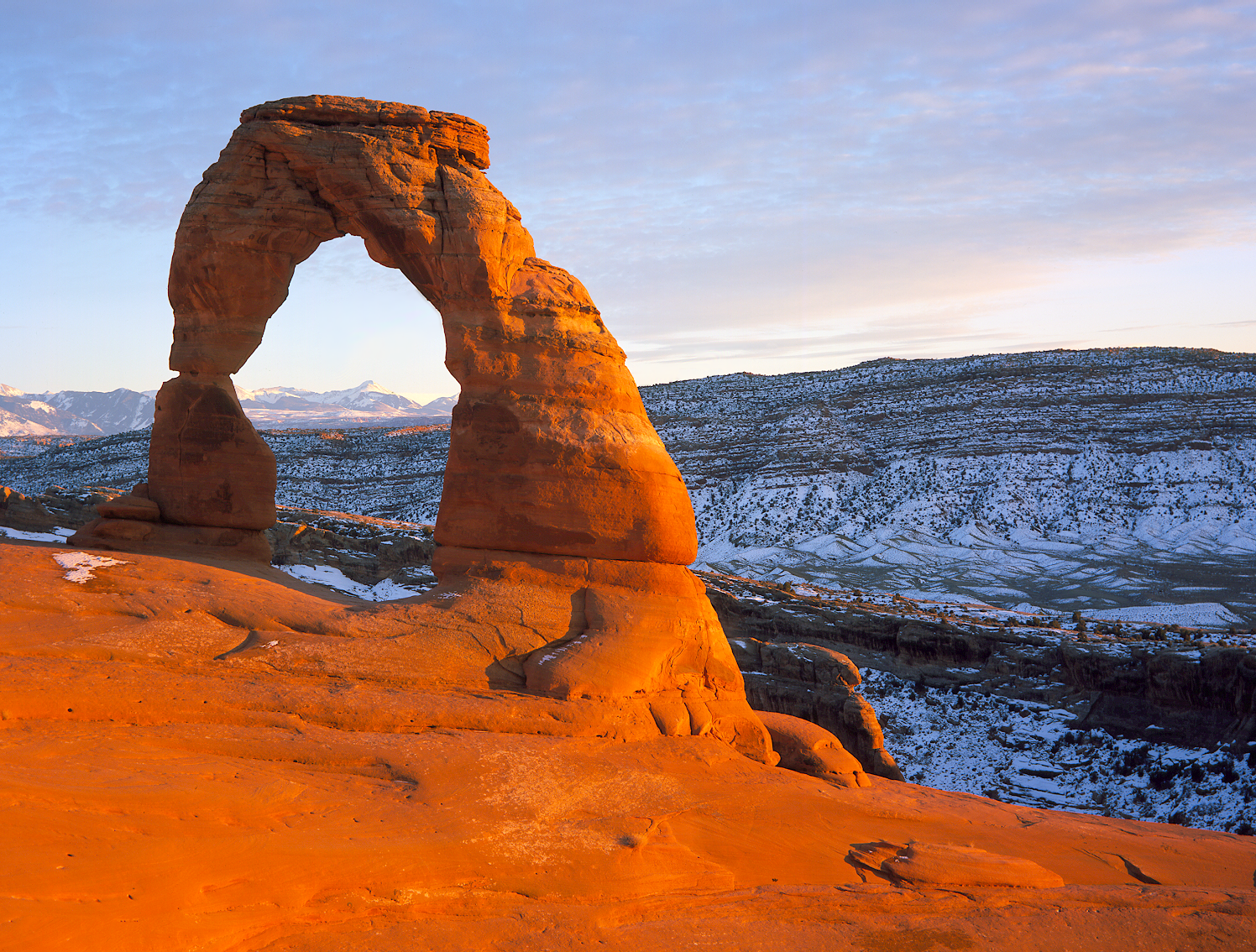
Delicate Arch.

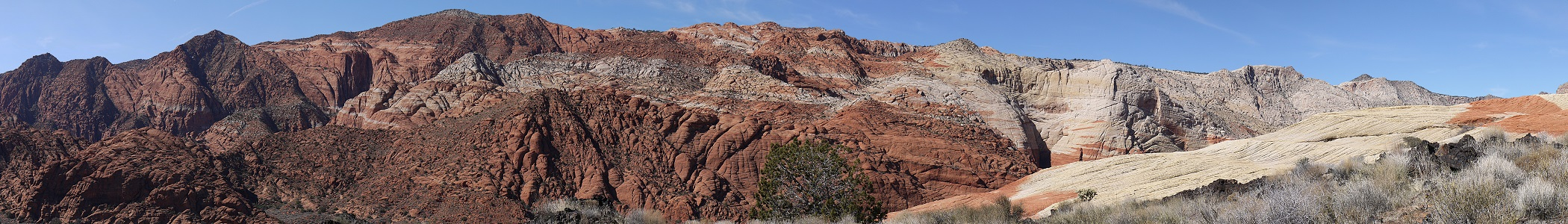
Parc d'État de Snow Canyon.

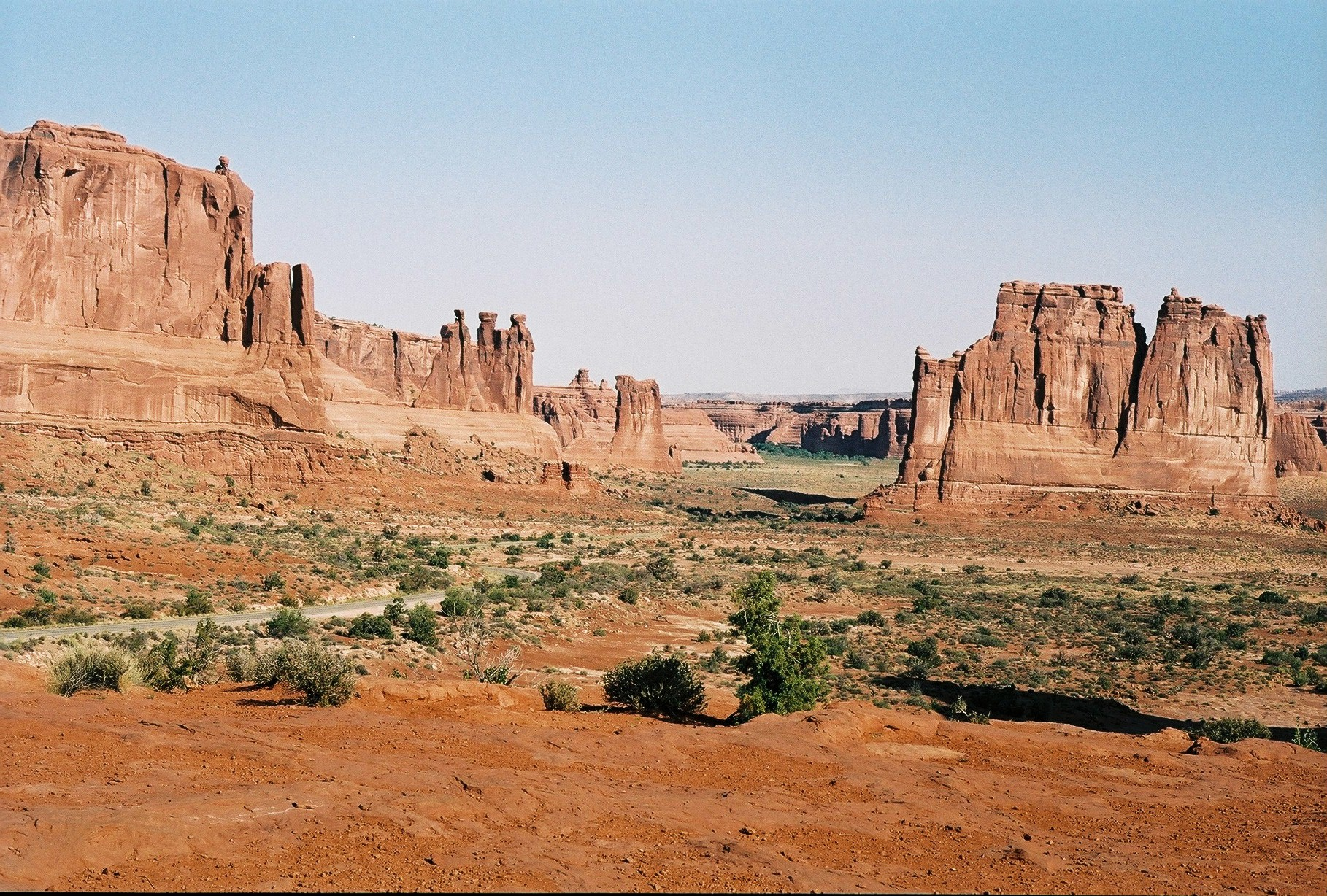
Paysages dans le parc national des Arches.

Les principales curiosités naturelles sont des lacs :
- Grand Lac Salé, lac Utah, lac Powell (lac artificiel) ;
- des fleuves et des canyons : Flaming Gorge (en), Jordan, Colorado, Green River, parc d'État de Goosenecks, rivière San Juan ;
- des plateaux et des bassins : Grand Bassin, plateau du Colorado ;
- des montagnes : chaînon House, chaîne Wasatch, Monts Uinta ;
- principaux sommets : pic Kings, mont Nebo ;
- le désert du Grand Lac Salé (en) : beaucoup plus grand que le lac, s'étend sur plus de 400 km, jusqu'au Nevada. La lente évaporation de l'eau a formé une couche de sel tellement dure et régulière qu'il serait très difficile de l'obtenir par des moyens techniques. Endroit rêvé pour les amateurs de records de vitesse ou pour les randonnées à moto, c'est là, sur le circuit de Bonneville, qu'une voiture roula en 1965 à près de 1 000 km/h.

| Mois                              | jan. | fév. | mars | avril | mai  | juin | jui. | août | sep. | oct. | nov. | déc. | année |
| --------------------------------- | ---- | ---- | ---- | ----- | ---- | ---- | ---- | ---- | ---- | ---- | ---- | ---- | ----- |
| Température minimale moyenne (°C) | −7,1 | −4,1 | −0,3 | 3,3   | 7,6  | 13   | 17,6 | 16,6 | 10,6 | 4,6  | −0,6 | −5,8 | 4,6   |
| Température moyenne (°C)          | −2,3 | 1,2  | 5,4  | 9,8   | 14,9 | 20,6 | 25,5 | 24,2 | 18,4 | 11,8 | 4,9  | −1,3 | 11    |
| Température maximale moyenne (°C) | 2,4  | 6,4  | 11,2 | 16,3  | 22,2 | 28,2 | 33,4 | 31,9 | 26,2 | 18,9 | 10,4 | 3,2  | 17,5  |
| Précipitations (mm)               | 28,2 | 31,2 | 48,5 | 53,8  | 45,7 | 23,6 | 20,6 | 21,8 | 32,5 | 36,6 | 32,8 | 35,6 | 410,9 |

### Une morphogéologie exceptionnelle
À plus de 2 000 m d'altitude, des milliers d'aiguilles et de flèches de calcaire orange, roses, blanches se dressent vers le ciel au parc national de Bryce Canyon, l'un des plus célèbres sites de l'Utah. La nature a mis soixante millions d'années à les façonner. Et son œuvre continue encore aujourd'hui.
Près de Kanab, des siècles d'érosion ont modelé ces blocs de grès mettant à nu le cœur et les veines de la roche. Dans ces paysages qui ont maintes fois servi de cadre à des westerns, on prélève certaines de ces pierres polies pour les transformer en objets d'art.
Le président Donald Trump ouvre à partir de février 2020 le Grand Staircase-Escalante et Bears Ears à l'exploitation minière et au forage. Le premier voit la taille de sa zone protégée être réduite de près de la moitié, quand le second en perd 85 %.

### Subdivisions
L'Utah est subdivisé en 29 comtés.
L'Utah a pour codes :
- UT, selon la liste des codes des États des États-Unis ;
- UT, selon la norme ISO 3166-2 (liste des principales subdivisions d'un pays). (voir ISO 3166-2:US)

## Subdivisions administratives

### Comtés
L'État de l'Utah est divisé en 29 comtés.

### Agglomérations

#### Aires métropolitaines et micropolitaines
Le Bureau de la gestion et du budget a défini cinq aires métropolitaines et cinq aires micropolitaines dans l'État de l'Utah.
| Zone urbaine         | Population (2010) | Population (2013) | Variation (2010-2013) | Rang national (2013) |
| -------------------- | ----------------- | ----------------- | --------------------- | -------------------- |
| Salt Lake City, UT   | 1 087 873         | 1 140 483         | 4,8 %                 | 48                   |
| Ogden-Clearfield, UT | 597 159           | 621 580           | 4,1 %                 | 88                   |
| Provo-Orem, UT       | 526 810           | 562 239           | 6,7 %                 | 94                   |
| St. George, UT       | 138 115           | 147 800           | 7,0 %                 | 277                  |
| Logan, UT-ID         | 112 656 (125 442) | 116 909 (129 763) | 3,8 % (3,4 %)         | (302)                |

| Zone urbaine    | Population (2010) | Population (2013) | Variation (2010-2013) | Rang national (2013) |
| --------------- | ----------------- | ----------------- | --------------------- | -------------------- |
| Cedar City, UT  | 46 163            | 46 780            | 1,3 %                 | 234                  |
| Summit Park, UT | 36 324            | 38 486            | 6,0 %                 | 329                  |
| Vernal, UT      | 32 588            | 35 555            | 9,1 %                 | 377                  |
| Heber, UT       | 23 530            | 26 437            | 12,4 %                | 458                  |
| Price, UT       | 21 403            | 20 988            | -1,9 %                | 509                  |

En 2010, 94,9 % des Utahains résidaient dans une zone à caractère urbain, dont 89,1 % dans une aire métropolitaine et 5,8 % dans une aire micropolitaine. L'aire métropolitaine de Salt Lake City regroupait à elle seule 39,4 % de la population de l'État.

#### Aire métropolitaine combinée
Le Bureau de la gestion et du budget a également défini une aire métropolitaine combinée dans l'État de l'Utah.
| Zone urbaine                  | Population (2010) | Population (2013) | Variation (2010-2013) | Rang national (2013) |
| ----------------------------- | ----------------- | ----------------- | --------------------- | -------------------- |
| Salt Lake City-Provo-Orem, UT | 2 271 696         | 2 389 225         | 5,2 %                 | 24                   |

En 2010, l'aire métropolitaine combinée de Salt Lake City-Provo-Orem regroupait 82,2 % de la population de l'État.

### Municipalités
L'État de l'Utah compte 245 municipalités, dont 25 de plus de 30 000 habitants.
| Rang | Municipalité       | Comté           | Population (2010) | Population (2013) | Variation (2010-2013) |
| ---- | ------------------ | --------------- | ----------------- | ----------------- | --------------------- |
| 1    | Salt Lake City     | Salt Lake       | 186 440           | 191 180           | 2,5 %                 |
| 2    | West Valley City   | Salt Lake       | 129 480           | 133 579           | 3,2 %                 |
| 3    | Provo              | Utah            | 112 488           | 116 288           | 3,4 %                 |
| 4    | West Jordan        | Salt Lake       | 103 712           | 110 077           | 6,1 %                 |
| 5    | Orem               | Utah            | 88 328            | 91 648            | 3,8 %                 |
| 6    | Sandy              | Salt Lake       | 87 461            | 90 231            | 3,2 %                 |
| 7    | Ogden              | Weber           | 82 825            | 84 249            | 1,7 %                 |
| 8    | Saint George       | Washington      | 72 897            | 76 817            | 5,4 %                 |
| 9    | Layton             | Davis           | 67 311            | 70 790            | 5,2 %                 |
| 10   | Taylorsville       | Salt Lake       | 58 652            | 60 519            | 3,2 %                 |
| 11   | South Jordan       | Salt Lake       | 50 418            | 59 366            | 17,7 %                |
| 12   | Lehi               | Utah            | 47 407            | 54 382            | 14,7 %                |
| 13   | Logan              | Cache           | 48 174            | 48 913            | 1,5 %                 |
| 14   | Murray             | Salt Lake       | 46 746            | 48 612            | 4,0 %                 |
| 15   | Draper             | Salt Lake, Utah | 42 274            | 45 285            | 7,1 %                 |
| 16   | Bountiful          | Davis           | 42 552            | 43 023            | 1,1 %                 |
| 17   | Riverton           | Salt Lake       | 38 753            | 40 921            | 5,6 %                 |
| 18   | Roy                | Weber           | 36 884            | 37 733            | 2,3 %                 |
| 19   | Spanish Fork       | Utah            | 34 691            | 36 956            | 6,5 %                 |
| 20   | Pleasant Grove     | Utah            | 33 509            | 34 988            | 4,4 %                 |
| 21   | Cottonwood Heights | Salt Lake       | 33 433            | 34 238            | 2,4 %                 |
| 22   | Tooele             | Tooele          | 31 605            | 32 342            | 2,3 %                 |
| 23   | Springville        | Utah            | 29 466            | 31 205            | 5,9 %                 |
| 24   | Midvale            | Salt Lake       | 27 964            | 30 764            | 10,0 %                |
| 25   | Clearfield         | Davis           | 30 112            | 30 467            | 1,2 %                 |

## Démographie

### Population

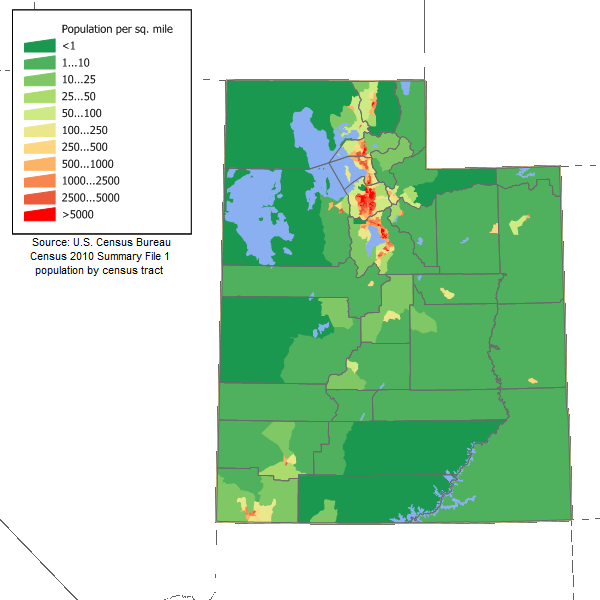
Densités de population en 2010 (en mille carré).

Le Bureau du recensement des États-Unis estime la population de l'Utah à 3 271 616 habitants au 1er avril 2020, soit une hausse de 18,37 % depuis le recensement des États-Unis de 2010 qui tablait la population à 2 763 885 habitants. Depuis 2010, l'État connaît la 3e croissance démographique la plus soutenue des États-Unis après le Dakota du Nord (7,6 %) et le Texas (5,2 %).
Selon des projections démographiques publiées par l’AARP, l'Utah devrait atteindre une population de 3 921 077 habitants en 2060 si les tendances démographiques actuelles se poursuivent, soit une hausse de 41,3 % par rapport à 2010.
Avec 3 271 616 habitants en 2020, l'Utah était le 30e État le plus peuplé des États-Unis. Sa population comptait pour 0,98 % de la population du pays. Le centre démographique de l'État était localisé dans le nord du comté d'Utah dans la ville de Saratoga Springs.
Avec 12,98 hab./km2 en 2010, l'Utah était le 10e État le moins dense des États-Unis.
Le taux d'urbains était de 90,6 % et celui de ruraux de 9,4 %. L'État comptait le 8e plus fort taux d'urbains du pays.
En 2010, le taux de natalité s'élevait à 18,9 ‰ (18 ‰ en 2012) et le taux de mortalité à 5,3 ‰ (5,5 ‰ en 2012). L'indice de fécondité était de 2,45 enfants par femme (2,37 en 2012). Le taux de mortalité infantile s'élevait à 4,9 ‰ (4,9 ‰ en 2012). La population était composée de 31,51 % de personnes de moins de 18 ans, 11,51 % de personnes entre 18 et 24 ans, 28,15 % de personnes entre 25 et 44 ans, 19,80 % de personnes entre 45 et 64 ans et 9,03 % de personnes de 65 ans et plus. L'âge médian était de 29,2 ans.
Entre 2010 et 2013, l'accroissement de la population (+ 136 987) était le résultat d'une part d'un solde naturel positif (+ 117 951) avec un excédent des naissances (166 447) sur les décès (48 496), et d'autre part d'un solde migratoire positif (+ 18 957) avec un excédent des flux migratoires internationaux (+ 13 966) et un excédent des flux migratoires intérieurs (+ 4 991).
Selon des estimations de 2013, 90,8 % des Utahains étaient nés dans un État fédéré, dont 62,7 % dans l'État de l'Utah et 28,1 % dans un autre État (17,1 % dans l'Ouest, 4,3 % dans le Sud, 4,2 % dans le Midwest, 2,4 % dans le Nord-Est), 1 % étaient nés dans un territoire non incorporé ou à l'étranger avec au moins un parent américain et 8,2 % étaient nés à l'étranger de parents étrangers (57,9 % en Amérique latine, 19,5 % en Asie, 12,1 % en Europe, 4,1 % en Amérique du Nord, 3,3 % en Océanie, 3 % en Afrique). Parmi ces derniers, 37,2 % étaient naturalisés américain et 62,8 % étaient étrangers,.
Selon des estimations de 2012 effectuées par le Pew Hispanic Center, l'État comptait 100 000 immigrés illégaux, soit 3,6 % de la population.

### Composition ethno-raciale et origines ancestrales
Selon le recensement des États-Unis de 2010, la population était composée de 86,09 % — 2 379 560 personnes — de Blancs, 2,73 % — 75 518 personnes — de Métis, 2,00 % — 55 285 personnes — d'Asiatiques, 1,19 % — 32 927 personnes — d'Amérindiens, 1,06 % — 29 287 personnes — de Noirs, 0,89 % — 24 554 personnes — d'Océaniens et 6,03 % — 166 754 personnes — de personnes n'entrant dans aucune de ces catégories.
Les Métis se décomposaient entre ceux revendiquant deux races (2,54 %), principalement blanche et autre (0,65 %), blanche et asiatique (0,58 %) et blanche et amérindienne (0,46 %), et ceux revendiquant trois races ou plus (0,20 %).
Les non-hispaniques représentaient 87,03 % — 2 405 545 personnes — de la population avec 80,38 % — 2 221 719 personnes — de Blancs, 1,96 % — 54 176 personnes — d'Asiatiques, 1,77 % — 48 985 personnes — de Métis, 0,98 % — 27 081 personnes — d'Amérindiens, 0,94 % — 25 951 personnes — de Noirs, 0,87 % — 23 909 personnes — d'Océaniens et 0,13 % — 3 724 personnes — de personnes n'entrant dans aucune de ces catégories, tandis que les Hispaniques comptaient pour 12,97 % — 358 340 personnes — de la population, principalement des personnes originaires du Mexique (9,37 %).
En 2010, l'État de l'Utah avait la 3e plus forte proportion d'Océaniens après Hawaï (9,96 %) et l'Alaska (1,04 %). A contrario, l'État avait la 5e plus faible proportion de Noirs après le Montana (0,41 %), l'Idaho (0,63 %), le Wyoming (0,84 %) et le Vermont (1,00 %).
L'État comptait également le 4e plus grand nombre d'Océaniens après la Californie (144 386), Hawaï (135 422) et l'État de Washington (40 475).
|                                         | 1940  | 1950  | 1960  | 1970  | 1980  | 1990  | 2000  | 2010  |
| --------------------------------------- | ----- | ----- | ----- | ----- | ----- | ----- | ----- | ----- |
| Blancs                                  | 98,66 | 98,26 | 98,11 | 97,42 | 94,63 | 93,79 | 89,24 | 86,09 |
| ———Non hispaniques                      |       |       |       |       | 92,43 | 91,20 | 85,27 | 80,38 |
| Asiatiques (et Océaniens jusqu'en 1980) | 0,46  | 0,71  | 0,58  | 0,65  | 1,03  | 1,49  | 1,66  | 2,00  |
| ———Non hispaniques                      |       |       |       |       |       |       | 1,63  | 1,96  |
| Amérindiens                             | 0,66  | 0,61  | 0,78  | 1,06  | 1,32  | 1,41  | 1,33  | 1,19  |
| ———Non hispaniques                      |       |       |       |       |       | 1,32  | 1,19  | 0,98  |
| Noirs                                   | 0,22  | 0,40  | 0,47  | 0,62  | 0,63  | 0,67  | 0,79  | 1,06  |
| ———Non hispaniques                      |       |       |       |       |       | 0,63  | 0,72  | 0,94  |
| Autres                                  |       | 0,02  | 0,06  | 0,25  | 2,39  | 2,64  | 6,98  | 9,66  |
| ———Non hispaniques                      |       |       |       |       |       |       | 2,16  | 2,77  |
| Hispaniques (toutes races confondues)   |       |       |       |       | 4,13  | 4,91  | 9,03  | 12,97 |

En 2013, le Bureau du recensement des États-Unis estime la part des non hispaniques à 86,6 %, dont 79,5 % de Blancs, 2,1 % d'Asiatiques, 1,7 % de Métis, 1,1 % d'Amérindiens et 1 % de Noirs, et celle des Hispaniques à 13,4 %.
L'Utah connaît depuis la fin de la Seconde Guerre mondiale une baisse continue de la part de la population blanche non hispanique au sein de la population totale, marquée fortement depuis le début des années 1990 en raison notamment d'une immigration importante en provenance du Mexique, d’un âge médian plus élevé (30,6 ans) que les Hispaniques (23,5 ans), d'une natalité plus faible (17,7 ‰ en 2010) que les Hispaniques (25,8 ‰) et d'une augmentation substantielle des unions mixtes.
En 2010, les Blancs non hispaniques ne représentaient plus que 74,9 % des enfants de moins de 5 ans (17,2 % pour les Hispaniques, 3,5 % pour les Métis, 1,2 % pour les Asiatiques, 1,1 % pour les Noirs et 1 % pour les Océaniens) et 74,6 % des enfants de moins de 1 an (17,6 % pour les Hispaniques, 3,7 % pour les Métis, 1,2 % pour les Asiatiques, 1 % pour les Océaniens et 1 % pour les Noirs).
Selon des projections démographiques publiées par l’AARP, les Blancs non hispaniques constitueront 66,2 % de la population de l’État en 2060 si les tendances démographiques actuelles se poursuivent.
En 2000, les Utahains s'identifiaient principalement comme étant d'origine anglaise (29 %), allemande (11,6 %), américaine (6,8 %), danoise (6,5 %), mexicaine (6,1 %), irlandaise (5,9 %), écossaise (4,4 %) et suédoise (4,3 %).
L'État avait les plus fortes proportions de personnes d'origine anglaise et danoise, la 3e plus forte proportion de personnes d'origine écossaise, la 4e plus forte proportion de personnes d'origine suédoise, la 7e plus forte proportion de personnes d'origine basque ainsi que la 10e plus forte proportion de personnes d'origine néerlandaise.
L'État abrite la 40e communauté juive des États-Unis. Selon le North American Jewish Data Bank, l'État comptait 5 650 Juifs en 2013 (1 900 en 1971), soit 0,2 % de la population. Ils se concentraient principalement dans les agglomérations de Salt Lake City (4 800) et Summit Park (600).
L'État abrite également la 38e communauté arabe des États-Unis. Selon des estimations du Bureau du recensement des États-Unis, l’État comptait 5 607 Arabes en 2013, soit 0,2 % de la population, principalement des Libanais (1 625).
L’État abritait en 2013 une population noire assez bigarrée, composée principalement de descendants d’esclaves déportés sur le sol américain entre le début du XVIIe siècle et le début du XIXe siècle (49,5 %) mais aussi d’Africains subsahariens (37,5 %), d’Hispaniques (7,3 %) et de Caribéens non hispaniques (5,7 %).
Le Bureau du recensement des États-Unis estimait le nombre d’Africains subsahariens à 12 298, soit 0,4 % de la population, principalement des Sud-Africains (1 740) et des Somaliens (1 611).
Le nombre de Caribéens non hispaniques était quant à lui estimé à 1 856, soit 0,1 % de la population.
Les Hispaniques étaient essentiellement originaires du Mexique (72,3 %). Composée à 44,0 % de Blancs, 7,4 % de Métis, 1,6 % d'Amérindiens, 0,9 % de Noirs, 0,3 % d'Asiatiques, 0,2 % d'Océaniens et 45,5 % de personnes n'entrant dans aucune de ces catégories, la population hispanique représentait 35,1 % des Métis, 17,8 % des Amérindiens, 11,4 % des Noirs, 6,6 % des Blancs, 2,6 % des Océaniens, 2,0 % des Asiatiques et 97,8 % des personnes n'entrant dans aucune de ces catégories.
L'État avait les 2e plus fortes proportions de personnes originaires d'Argentine (0,17 %), du Chili (0,12 %) et du Venezuela (0,10 %), la 7e plus forte proportion de personnes originaires du Pérou (0,27 %), la 8e plus forte proportion de personnes originaires d'Espagne (0,30 %) ainsi que la 10e plus forte proportion de personnes originaires du Mexique (9,37 %).
L'État comptait également le 9e plus grand nombre de personnes originaires d'Argentine (4 639).
Les Asiatiques s'identifiaient principalement comme étant Chinois (20,2 %), Viêts (14,5 %), Indiens (11,2 %), Japonais (11,0 %), Philippins (10,1 %), Coréens (9,7 %), Laotiens (4,5 %) et Cambodgiens (3,4 %).
L'État avait la 7e plus forte proportion de Japonais (0,22 %).
Les Amérindiens s'identifiaient principalement comme étant Navajos (44,2 %), Utes (9,1 %) et Amérindiens du Mexique (3,2 %).
Les Océaniens s'identifiaient principalement comme étant Tongiens (38,3 %), Samoans (33,6 %), Hawaïens (7,8 %) et Marshallais (3 %).
Les Métis se décomposaient entre ceux revendiquant deux races (92,9 %), principalement blanche et autre (23,6 %), blanche et asiatique (21,1 %), blanche et amérindienne (16,7 %), blanche et noire (12,7 %) et blanche et océanienne (9,1 %), et ceux revendiquant trois races ou plus (7,1 %).

### Religions
| Religion                    | Utah | États-Unis |
| --------------------------- | ---- | ---------- |
| Mormons                     | 62   | 1,6        |
| Non affiliés                | 18   | 15,8       |
| Protestantisme évangélique  | 7    | 25,4       |
| Protestantisme traditionnel | 6    | 14,7       |
| Catholicisme                | 5    | 20,8       |
| Agnosticisme                | 3    | 4,0        |
| Athéisme                    | 2    | 3,1        |
| Bouddhisme                  | 1    | 0,7        |
| Islam                       | 1    | 0,9        |
| Autres                      | 2    | 13         |

Proportion de mormons en 2010 par comté.

Selon l'institut de sondage The Gallup Organization, en 2015, 55 % des habitants de l'Utah se considèrent comme « très religieux » (40 % au niveau national), 15 % comme « modérément religieux » (29 % au niveau national) et 31 % comme « non religieux » (31 % au niveau national).

#### Mormons
Les mormons, pour vivre en accord avec leur foi, décidèrent de s'exiler dans le désert de l'Utah, faute de pouvoir s'installer plus à l'est. Les pionniers mormons s'installèrent en masse à partir de 1847, menés par Brigham Young, dirigeant mormon et futur premier gouverneur du territoire de l'Utah. Les mormons, habiles hommes d'affaires, épousèrent l'ère industrielle. Ils vont largement contribuer au développement économique de l'État.
Seule une petite partie des 15 millions de mormons vivent en Utah. Salt Lake City, capitale de l'État, est aussi le siège mondial du mormonisme, mais dans la ville même, les mormons sont légèrement minoritaires. L'Église de Jésus-Christ des saints des derniers jours, dont les mormons sont membres, a été organisée aux États-Unis en 1830 par Joseph Smith. Ayant été créé par les pionniers mormons au XIXe siècle, l'État d'Utah a une vie politique, sociale et culturelle encore largement dominée par cette Église, qui impose une morale stricte à ses membres.
En 2013, les mormons représentent environ 62 % de la population de l'Utah. Dans certains comtés, comme le comté d'Utah, la part des mormons dépasse 80 %.

### Langues
L'anglais est la langue officielle de l'État depuis 2000,.
| Langue   | 1980    | 1990    | 2000    | 2010    | 2016    |
| -------- | ------- | ------- | ------- | ------- | ------- |
| Anglais  | 92,59 % | 92,25 % | 87,54 % | 85,91 % | 85,33 % |
| Espagnol | 2,84 %  | 3,34 %  | 7,43 %  | 9,32 %  | 9,94 %  |
| Allemand | 0,90 %  | 0,72 %  | 0,60 %  | 0,39 %  | 0,30 %  |
| Chinois  | 0,22 %  | 0,27 %  | 0,30 %  | 0,41 %  | 0,50 %  |
| Navajo   | 3,46    | 0,54 %  | 0,44 %  | 0,39 %  | 0,27 %  |
| Autres   | 3,46    | 2,87 %  | 3,69 %  | 3,59 %  | 3,65 %  |

## Réserves indiennes
Le Gouvernement fédéral a défini sept réserves indiennes dans ou en partie dans l'État de l'Utah.
| Réserve indienne                                                   | Population (2010) | Superficie totale (km2) | Superficie terrestre (km2) | Superficie des eaux (km2) | Densité (hab./km2) | Amérindiens (2010) | Tribu(s) principale(s)          |
| ------------------------------------------------------------------ | ----------------- | ----------------------- | -------------------------- | ------------------------- | ------------------ | ------------------ | ------------------------------- |
| Goshute Reservation, NV-UT                                         | 128 (143)         | 486,40                  | 486,39                     | 0,01                      | 0,3                | 103 (118)          |                                 |
| Navajo Nation Reservation and Off-Reservation Trust Land, AZ-NM-UT | 6 068 (173 667)   | 62 564,24               | 62 495,20                  | 69,04                     | 2,8                | 5 861 (166 824)    | Navajos (91,9 %)                |
| Paiute (UT) Reservation, UT                                        | 273               | 131,62                  | 131,57                     | 0,05                      | 2,1                | 239                |                                 |
| Northwestern Shoshone Reservation, UT                              | 0                 | 0,79                    | 0,79                       | 0                         | 0,0                | 0                  |                                 |
| Skull Valley Reservation, UT                                       | 23                | 72,93                   | 72,93                      | 0                         | 0,3                | 22                 |                                 |
| Uintah and Ouray Reservation and Off-Reservation Trust Land, UT    | 24 369            | 17 676,86               | 17 544,81                  | 132,05                    | 1,4                | 2 951              | Utes (69,7 %), Navajos (4,1 %)  |
| Ute Mountain Reservation and Off-Reservation Trust Land, CO-NM-UT  | 242 (1 742)       | 2 333,51                | 2 332,91                   | 0,60                      | 0,7                | 222 (1 652)        | Utes (61,7 %), Navajos (13,4 %) |

En 2010, 31 103 Utahains résidaient dans une réserve indienne, soit 1,1 % de la population de l'État.
La réserve indienne de Uintah and Ouray est la deuxième réserve la plus vaste (17 676,86 km2) des États-Unis après celle de la Nation navajo (62 564,24 km2). Elle était également la neuvième réserve la plus peuplée (24 369 habitants) des États-Unis en 2010.

## Économie
L'Utah est un État plutôt riche. Dans les zones irriguées, les récoltes sont abondantes. Il dispose en outre d'une industrie relativement importante et de ressources minières de valeur : or, cuivre, plomb et aussi dans la région de Moab, de l'uranium.

## Politique
| Exécutif de l'État | Exécutif de l'État | Exécutif de l'État    | Exécutif de l'État    | Exécutif de l'État | Exécutif de l'État | Exécutif de l'État | Exécutif de l'État | Exécutif de l'État | Exécutif de l'État | Législature d'État        | Législature d'État | Congrès                   | Congrès |
| Gouverneur         | Gouverneur         | Lieutenant-gouverneur | Lieutenant-gouverneur | Procureur général  | Procureur général  | Trésorier          | Trésorier          | Auditeur           | Auditeur           | Chambre des représentants | Sénat              | Chambre des représentants | Sénat   |
| ------------------ | ------------------ | --------------------- | --------------------- | ------------------ | ------------------ | ------------------ | ------------------ | ------------------ | ------------------ | ------------------------- | ------------------ | ------------------------- | ------- |
|                    | Spencer Cox (R)    |                       | Deidre Henderson (R)  |                    | Sean Reyes (R)     |                    | David Damschen (R) |                    | John Dougall (R)   | R : 59, D : 16            | R : 23, D : 6      | R : 4                     | R : 2   |

### Sociologie électorale
L'Utah est l'un des États les plus conservateurs des États-Unis et un bastion du Parti républicain depuis les années 1950. Cela s'explique principalement par l'importance de l'Église de Jésus-Christ des saints des derniers jours, à laquelle appartiennent environ 75 % des électeurs (en 2008). Bien qu'ultraconservateurs sur les questions de société (avortement et mariage homosexuel), les électeurs de l'État sont plus modérés sur les questions d'immigration. En 2004, par référendum, les électeurs de l'Utah ont approuvé par 66 % des voix (82 % hors Salt Lake City[réf. nécessaire]) un amendement constitutionnel définissant le mariage comme une union civile entre un homme et une femme, bannissant ainsi toute forme d'union homosexuelle. Les rares bastions démocrates sont la capitale Salt Lake City et la station de sports d'hiver de Park City.
La constitution de l'Utah date de 1895. Malgré la présence d'une communauté polygame importante, la constitution de l'Utah n'a jamais légalisé la polygamie, interdite par le Congrès fédéral. L'Église de Jésus-Christ des saints des derniers jours adopte officiellement une position neutre vis-à-vis des partis politiques et des candidats mais ses dirigeants ne cachent pas leur hostilité aux candidats dits libéraux ou progressistes, notamment sur les questions sociales. Les dirigeants et les militants du Parti républicain local sont néanmoins tous très proches de l'église de Jésus-Christ des saints des derniers jours au point d'être parfois perçu comme une de ses émanations.

### Politique nationale

#### Élections présidentielles
| Année | Républicain | Républicain | Démocrate | Démocrate |
| Année | %           | Voix        | %         | Voix      |
| ----- | ----------- | ----------- | --------- | --------- |
| 1960  | 54,81       | 205 361     | 45,17     | 169 248   |
| 1964  | 45,14       | 180 682     | 54,86     | 219 628   |
| 1968  | 56,49       | 238 728     | 37,07     | 156 665   |
| 1972  | 67,64       | 323 643     | 26,39     | 126 284   |
| 1976  | 62,44       | 337 908     | 33,65     | 182 110   |
| 1980  | 72,77       | 439 687     | 20,57     | 124 266   |
| 1984  | 74,50       | 469 105     | 24,68     | 155 369   |
| 1988  | 66,22       | 428 442     | 32,05     | 207 343   |
| 1992  | 43,36       | 322 632     | 24,65     | 183 429   |
| 1996  | 54,37       | 361 911     | 33,30     | 221 633   |
| 2000  | 66,83       | 515 096     | 26,34     | 203 053   |
| 2004  | 71,54       | 663 742     | 26,00     | 241 199   |
| 2008  | 62,25       | 596 030     | 34,22     | 327 670   |
| 2012  | 72,80       | 671 747     | 24,90     | 229 463   |
| 2016  | 45,05       | 515 231     | 27,17     | 310 676   |
| 2020  | 58,15       | 865 140     | 37,66     | 560 282   |
| 2024  | 59,39       | 883 818     | 37,81     | 562 566   |

Jusqu'à l'élection présidentielle de 1952, l'Utah était un état qui penchait alternativement vers les Républicains ou les Démocrates. Ainsi, lors des premières élections organisées en 1896, les électeurs votèrent pour le démocrate William Jennings Bryan (82 % des suffrages) contre le républicain William McKinley, élu au niveau national. Quatre ans plus tard, ils votaient McKinley (50,58 %) contre le même Bryan (45 %). Après avoir été l'un des rares états à voter pour le républicain William Howard Taft en 1912, ils votèrent quatre ans plus tard pour son adversaire démocrate, le président Woodrow Wilson. L'Utah vota encore à quatre reprises pour le démocrate Franklin Delano Roosevelt puis pour Harry S. Truman.
Depuis l'élection présidentielle américaine de 1952, l'Utah est incontestablement devenu l'un des bastions républicains les plus marqués du pays. Depuis cette date, un seul candidat démocrate, Lyndon B. Johnson en 1964, a remporté l'Utah (s'imposant alors face à Barry Goldwater).
Les candidats républicains y ont également réalisés leurs meilleurs scores nationaux en 1976, 1980, 1984, 1988, 1996, 2000, 2004 et 2012. En 1992, l'Utah fut le seul état où le démocrate Bill Clinton, pourtant élu au niveau national, était arrivé en troisième position avec 24,65 % des voix derrière le républicain George Bush (43,36 %) et l'indépendant Ross Perot (27,34 %).
À l'élection présidentielle de 2004, le président républicain George W. Bush y a remporté la totalité des comtés, avec 71,54 % des voix contre 26 % au candidat démocrate John Kerry, parvenant à un pic record de 88,91 % des suffrages dans le comté de Rich.
Lors de l'élection présidentielle de 2008, le candidat républicain John McCain y a obtenu 62,25 % des voix contre 34,22 % des voix au candidat démocrate Barack Obama.
En 2016, le républicain Donald Trump obtient en Utah 45,1 % des voix face à 27,2 % pour son adversaire démocrate Hillary Clinton.
En 2020, Donald Trump remporte à nouveau l'État avec 58,15% des voix. Joe Biden, qui remporte l'élection au niveau national, obtient le meilleur résultat en Utah depuis que Lyndon B. Johnson l'a remporté en 1964.

#### Représentation fédérale
Lors de la 117e législature du Congrès (2021-2023), l'Utah est représenté à la Chambre des représentants par quatre républicains, ainsi que par Mitt Romney et Mike Lee, tous les deux républicains, au Sénat.

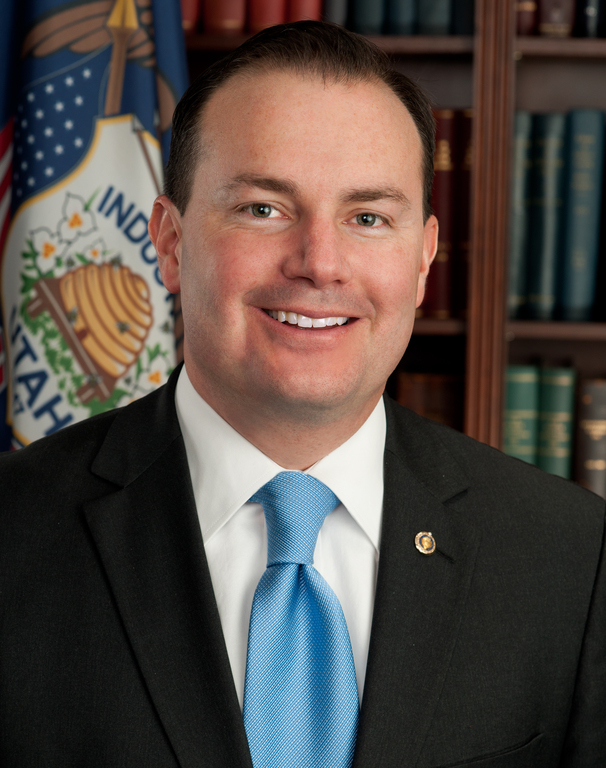
Mike Lee, sénateur depuis 2011.
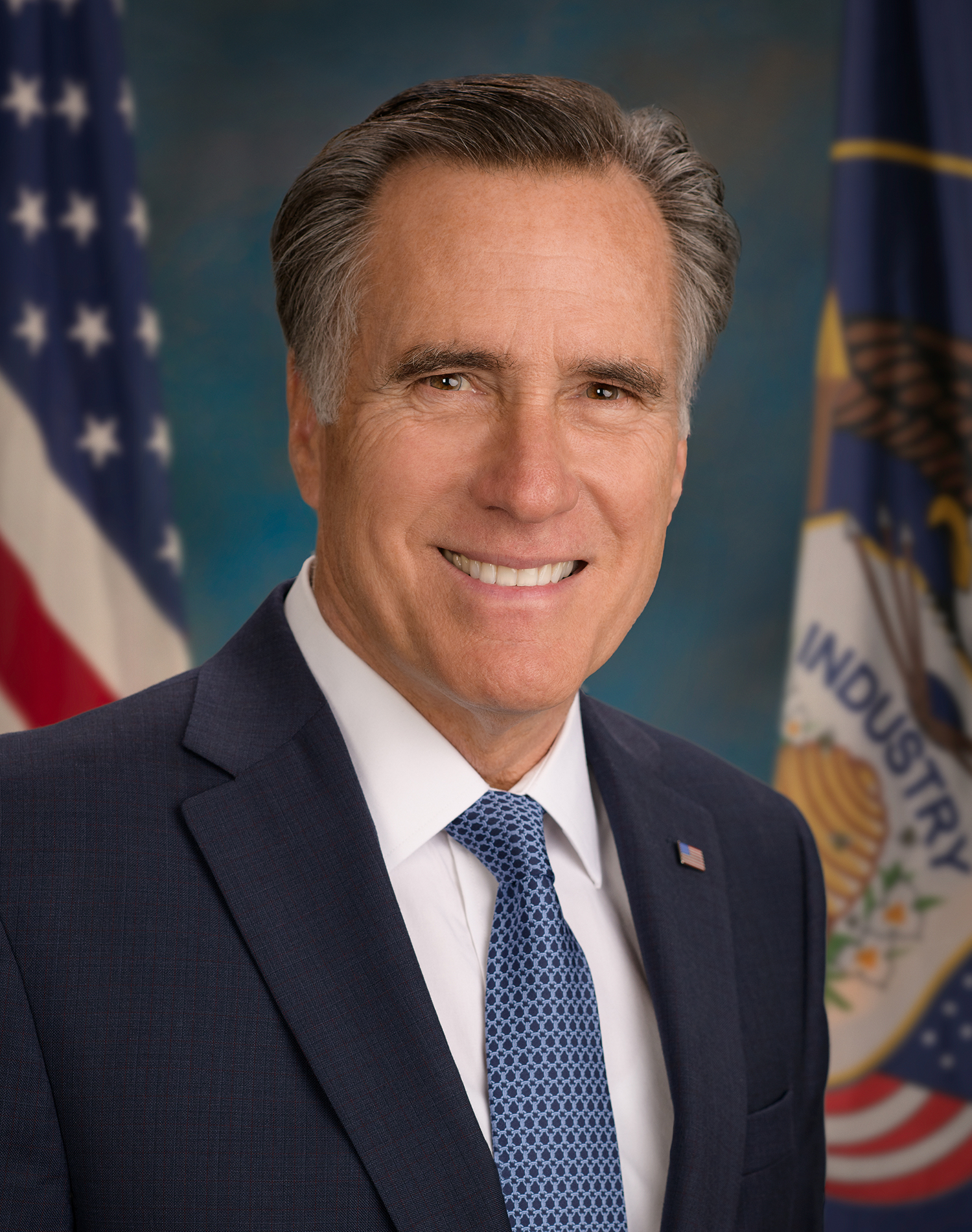
Mitt Romney, sénateur depuis 2019.

### Politique locale

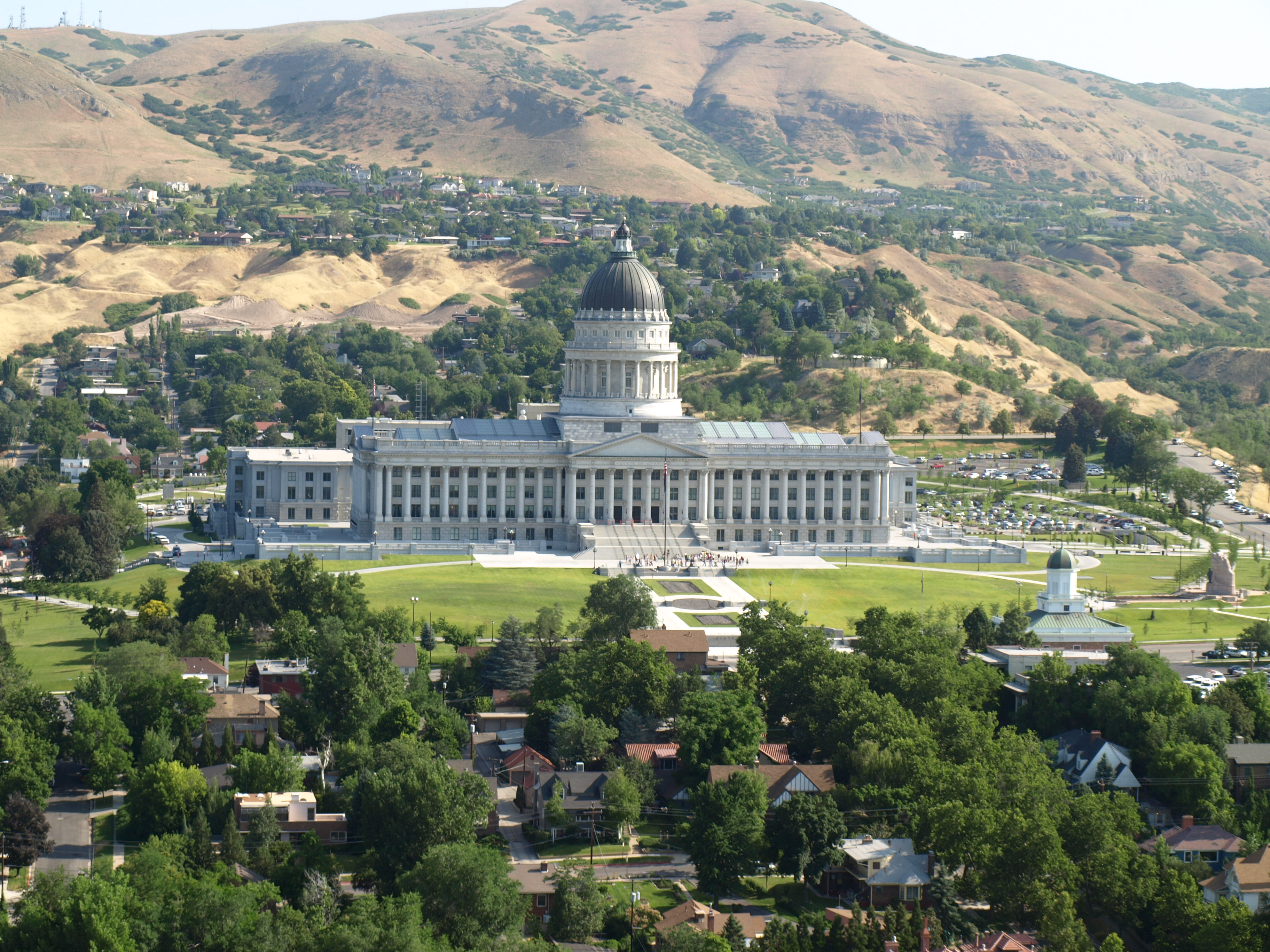
Capitole de l'Utah à Salt Lake City.

La politique locale de l'Utah est largement dominée par les républicains. Près de 80 % des parlementaires sont membres de l'Église de Jésus-Christ des saints des derniers jours. Depuis 1896, l'Utah n'a ainsi eu que deux gouverneurs qui ne soient pas membres de cette Église[Lesquels ?].
Depuis le 11 août 2009, le gouverneur de l'Utah est le républicain Gary Herbert qui avait repris en cours de mandat le poste du républicain Jon Huntsman, Jr. nommé ambassadeur des États-Unis en Chine. Le lieutenant-gouverneur de l'Utah est le républicain Spencer Cox. Les autres principaux postes élus de l'exécutif sont également détenus par des républicains.
La Législature de l'Utah est largement dominée par les républicains. Lors de la législature 2017-2019, les républicains détiennent ainsi 62 sièges de la Chambre des représentants de l'État contre 13 aux démocrates tandis qu'au Sénat, 24 républicains font face à cinq démocrates.

#### Pouvoir judiciaire en Utah

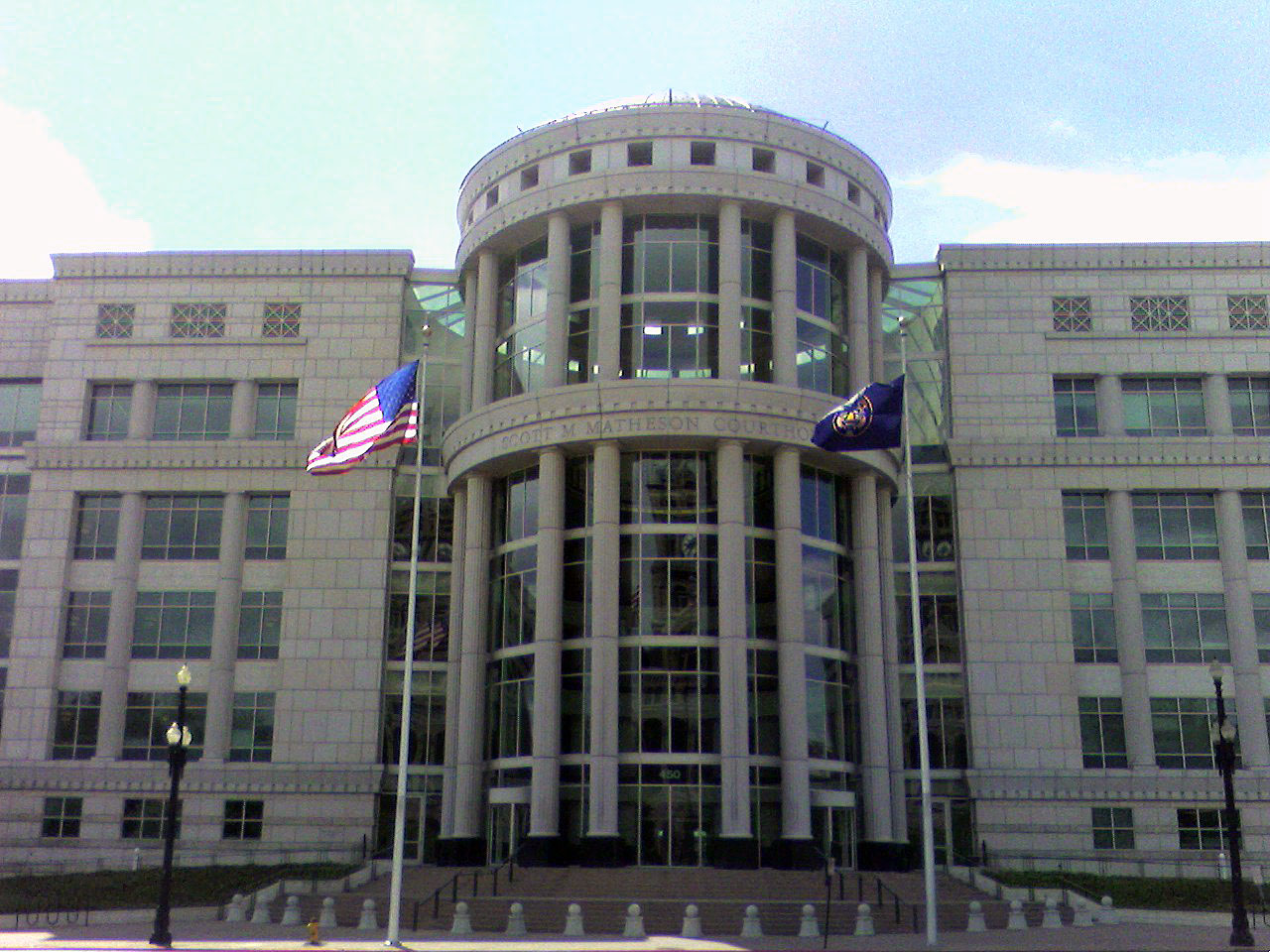
La Cour suprême de l'Utah.

Le pouvoir judiciaire de l'Utah est composé des tribunaux suivants :
- Cour suprême ;
- cour d'appel ;
- tribunal pour enfants ;
- les cours de justice ;
- tribunaux de district.

## Tourisme
La SkyWest Airlines et Delta Air Lines relient les grands aéroports des États-Unis à ceux de Salt Lake City (aéroport international) et Cedar City. La voiture de location constitue ensuite le moyen idéal pour découvrir les parcs nationaux. Un circuit automobile est balisé dans chacun d'eux. La visite se poursuit à pied dans les Jardins du diable (en) à Arches et le long de l'East Rim Trail dans Zion, en jeep sur la piste d'Elephant Hill dans le parc national des Canyonlands, à cheval dans Bryce, en avion au-dessus de Glen Canyon ou en bateau sur le lac Powell. Le soir, on s'arrête dans un « lodge », un motel ou un hôtel ou encore dans un terrain de camping.

### Parcs et monuments nationaux

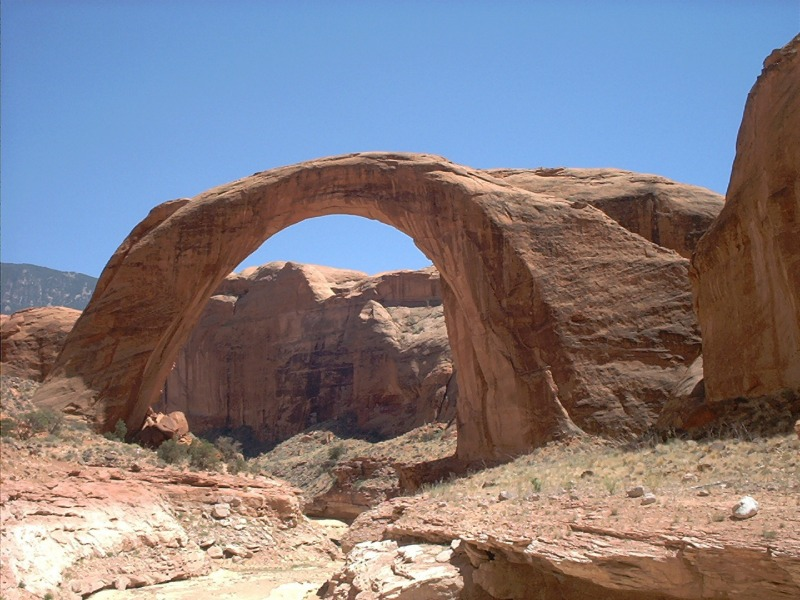
Rainbow Bridge.

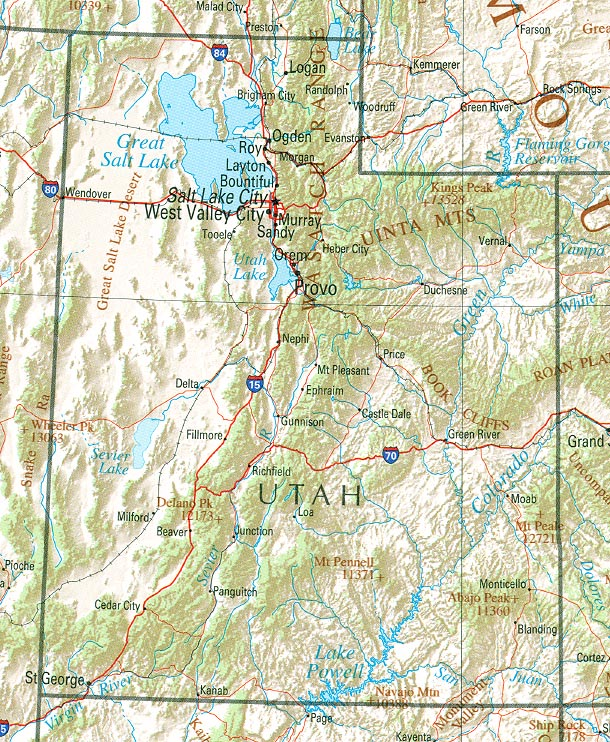
Carte de l'État.

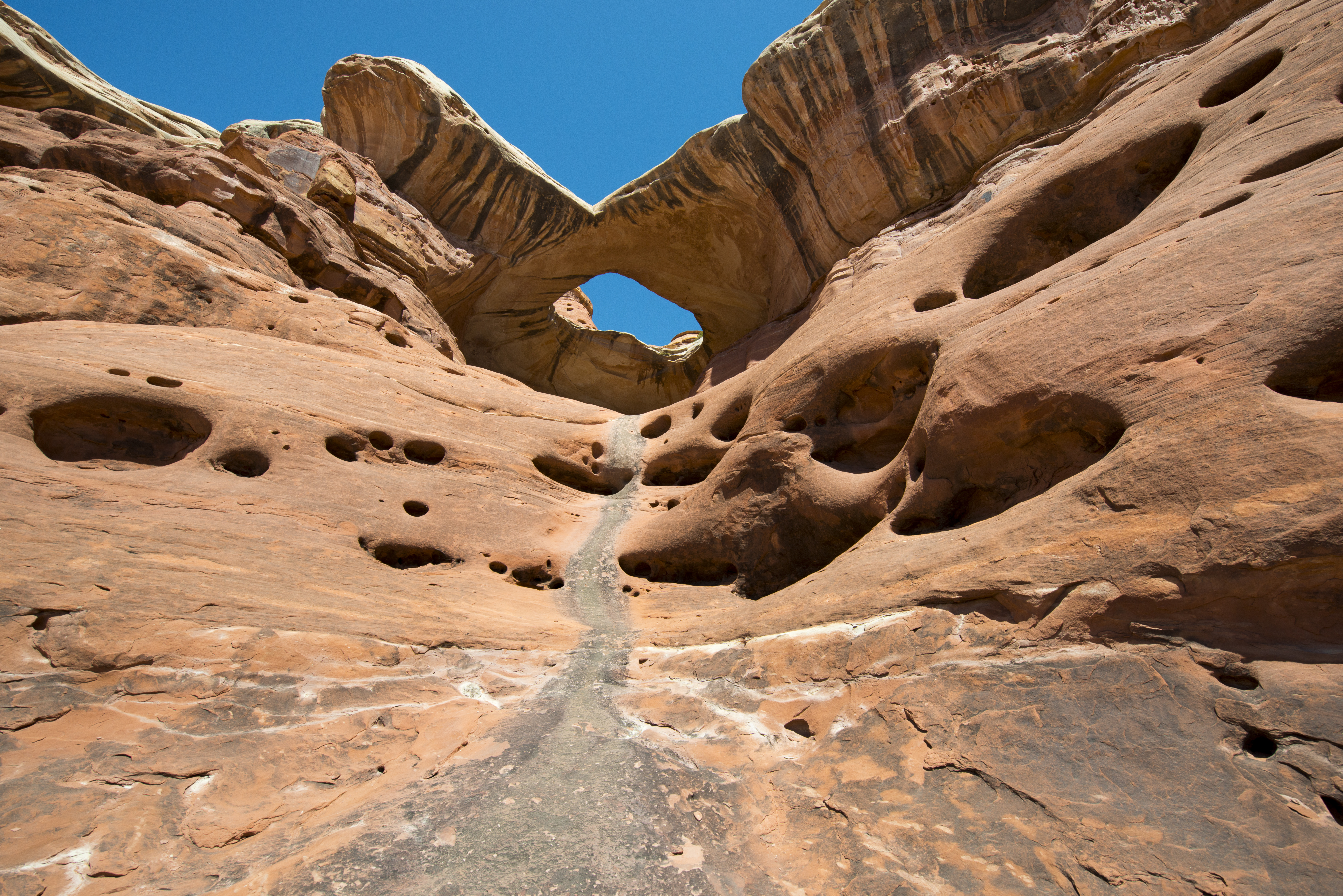
Paul Bunyans Potty, une des très nombreuses formations rocheuses de l'Utah.

Les déserts du sud de l’Utah occupent cinq parcs nationaux :
- parc national de Bryce Canyon ;
- parc national de Zion ;
- parc national des Canyonlands ;
- parc national des Arches ;
- parc national de Capitol Reef.

De nombreux autres parcs existent au niveau de l'État.
Les monuments nationaux de l’Utah sont :
- Dinosaur National Monument ;
- Monument national de Grand Staircase-Escalante ;
- Rainbow Bridge National Monument ;
- Cedar Breaks National Monument ;
- Timpanogos Cave National Monument.

Les Bears Ears sont également proposées au classement de monuments nationaux.

### Parcs et monuments fédéraux
Enfin, l’Utah dispose de plusieurs parcs fédéraux et monuments :
- parc d'État de Dead Horse Point ;
- Newspaper Rock State Historic Monument ;
- This Is The Place State Park ;
- Flaming Gorge Recreation Area ;
- Glen Canyon Recreation Area ;
- parc d'État de Goblin Valley ;
- parc d'État de Goosenecks.

## Éducation

### Universités
Les universités en Utah sont :
- université Argosy (en), Salt Lake City ;
- université Brigham Young, Provo ;
- collège Broadview, West Jordan ;
- université Utah Tech (en), Saint George ;
- université Independence (en), Salt Lake City ;
- université Neumont (en), Salt Lake City ;
- université des professions de la santé des Rocheuses (en), Provo ;
- université du sud de l'Utah (en), Cedar City ;
- université de Phoenix à Salt Lake City ;
- université de l'Utah, Salt Lake City ;
- université d'État de l'Utah, Logan ;
- université de la vallée de l'Utah, Orem ;
- université d'État de Weber, Ogden.

## Sport
- Jazz de l'Utah (NBA)
- Real Salt Lake (MLS)
- Grizzlies de l'Utah (ECHL)
- Mammoth de l'Utah (LNH)
- Utes de l'Utah (NCAA)
- Cougars de BYU (NCAA)
- Aggies d'Utah State (NCAA)
- Red Bull Rampage

- L'Utah a accueilli les Jeux olympiques d'hiver de 2002.